# Romano Guardini
Romano Guardini, né le 17 février 1885 à Vérone (Italie) et mort le 1er octobre 1968 à Munich (Allemagne), est un prêtre catholique, un théologien et un philosophe de la religion.
Guardini fait partie des grands théologiens catholiques du XXe siècle, aux côtés d'Henri de Lubac, Karl Rahner ou Hans Urs von Balthasar. On lui doit en particulier une réflexion approfondie sur la liturgie et il est un des protagonistes majeurs du Mouvement liturgique.

## Biographie
La famille de Romano Guardini quitte l'Italie en 1886 pour Mayence, où le futur théologien fréquentera le Gymnasium (lycée) à partir de 1903. Jeune étudiant brillant, il commence des études de chimie à Tübingen et d'économie à Munich et Berlin, études qu'il abandonne pour devenir prêtre du diocèse de Mayence ordonné par Georg Heinrich Maria Kirstein.
Il suit un cursus de théologie à Fribourg-en-Brisgau et à Tübingen. Il devient docteur en théologie en 1915 avec un travail sur saint Bonaventure. Il obtient son habilitation à enseigner la dogmatique en 1922, toujours sur Bonaventure. Après avoir travaillé dans des mouvements de jeunesse, il obtient une chaire de philosophie de la religion en 1923 à Berlin (Katholische Religionsphilosophie und Weltanschauung). Il enseigne ensuite à Tübingen, à partir de 1945, puis à Munich de 1948 jusqu'à sa mort. Peu connue est la proposition par le pape Paul VI de le faire cardinal en 1965. Guardini refuse par modestie, malgré le signe de reconnaissance que cela aurait constitué pour tout son enseignement et ses intuitions.
L'université Ludwig-Maximilian de Munich a créé une chaire d'enseignement de la philosophie de la religion à son nom, occupée depuis 1999 par Rémi Brague. Romano Guardini a été enterré dans le cimetière des prêtres de l'Oratoire Saint-Philippe-Néri dans la paroisse Saint-Laurent de Munich, Oratoire fondé par le fameux Oratoire de Leipzig de son ami Heinrich Kahlefeld (de), lui aussi liturgiste. Le corps de Guardini a été transféré ensuite à Saint-Louis à Munich dans une chapelle aménagée en lieu de célébration pour des petits groupes.

## Pensée de Romano Guardini
Guardini est surtout connu pour ses ouvrages sur la nature de la liturgie et sa participation essentielle au mouvement liturgique. Pour les premiers, citons Vom Geist der Liturgie 1918 (L’Esprit de la liturgie 1930), Von Heiligen Zeichen 1922-1923 (Les signes sacrés 1930) et Besinnung vor der Feier der Heiligen Messe 1939 (La Messe 1957). Pour la seconde, il est nécessaire de percevoir l’importance du projet du château de Rothenfels entre les deux guerres, véritable laboratoire liturgique et spirituel, source d’un renouveau intense dans la jeunesse allemande, au sein du mouvement des Quickborn. Le cœur de la théologie liturgique de Guardini était l’assemblée, et l’assemblée concrète. Sans elle, la liturgie est vide.
Selon des notes autobiographiques, la source de la vocation « liturgique » et des intuitions de Guardini est une expérience fondatrice pendant des complies à l’abbaye bénédictine de Beuron. La conviction de Guardini sur sa vocation de théologien est peu commune en son temps dans le monde académique allemand : « Ma propre vocation : non pas scruter minutieusement tel ou tel domaine précis de la théologie, mais expliciter et interpréter la réalité chrétienne dans son ensemble, avec bien sûr le sérieux scientifique voulu et un niveau spirituel aussi élevé que possible. »
La pensée de Guardini est inséparable de son action pastorale. Il est l'un des acteurs de ce renouveau à Rothenfels, avec les architectes Rudolf Schwarz, Martin Weber et Emil Steffann ou les liturgistes Heinrich Kahlefeld et Alois Goergen.
Guardini a été le professeur du jeune Josef Ratzinger à Munich. Celui-ci, devenu le pape Benoît XVI, se réfère très fréquemment à son ancien maître. Il reprend par exemple le titre L'esprit de la liturgie pour un de ses propres ouvrages, et revendique la concordance de leurs projets.
Le pape François, dans l'encyclique Laudato si cite à huit reprises son livre La fin des temps modernes, particulièrement critique sur la technique et le « paradigme technocratique » : l'homme qui possède la technique « sait que, en dernière analyse, ce qui est en jeu dans la technique, ce n'est ni l'utilité, ni le bien-être, mais la domination : une domination au sens le plus extrême de ce terme ».
Dans l’encyclique Dilexit nos [Il nous a aimés], le pape François cite par ailleurs un passage d’une dizaine de lignes de l’essai [de Romano Guardini] L'Univers religieux de Dostoïevski ; Stavroguine (« incarnation même du mal »), l’un des personnages du roman Les Démons de Dostoïevski, y est évoqué. 

## Anthologie des œuvres traduites
- Cardinal Joseph Ratzinger (trad. Robert d'Harcourt, préf. Cardinal Robert Sarah), L'esprit de la liturgie, suivi de Romano Guardini, L'esprit de la liturgie, Artège, 2019, 304 p. (ISBN 979-1033609193, présentation en ligne)
- Les signes sacrés, trad. par Antoine Giraudet, Paris, Spes, 1930
- Le chrétien devant le racisme, Paris, Alsatia, 1939 [sous le pseudonyme de Lucien Valdor]
- Le Chemin de Croix du Seigneur Notre Sauveur (trad. Antoine Giraudet), Salvator, 2013 (1re éd. 1939) (ISBN 978-2706709821)
- Le Seigneur (trad. R.P. Lorson, préf. Benoît XVI, postface Jean Greisch), Salvator, 2018 (1re éd. 1945), 656 p. (ISBN 978-2706717208).
- L'univers religieux de Dostoïevski, trad. par Henri Engelmann et Robert Givord, Paris, Seuil, 1947
- L'essence du christianisme, trad. par le P. Pierre Lorson, Paris, Alsatia, 1945
- Le rosaire de Notre-Dame, trad. par  Jeanne Ancelet-Hustache, Paris, Bloud et Gay, 1950
- Les fins dernières, Saint-Paul Éditions Religieuses, 1999 (1re éd. 1950), 144 p. (ISBN 978-2850497841)
- Prières théologiques (trad. Jeanne Ancelet-Hustache, préf. Grégory Woimbée), Ad Solem, 2007 (1re éd. 1950), 63 p. (ISBN 978-2970055976)
- Pascal ou le drame de la conscience chrétienne, trad. par Henri Engelmann et Robert Givord, Paris, Seuil, 1951
- De la mélancolie, Points, coll. « Points Vivre », 2016 (1re éd. 1952), 96 p. (ISBN 978-2757857625)
- La fin des temps modernes, suivi de La puissance (trad. Jeanne Ancelet-Hustache), Paris, Éditions Pierre Téqui, coll. « Chercheurs de vérité », 2020 (1re éd. 1952), 246 p. (ISBN 9782740321324)
- La puissance : essai sur le règne de l'homme, trad. de Die Mächte par Jeanne Ancelet-Hustache, Paris, Seuil, 1954
- Les sens et la connaissance de Dieu : deux essais sur la certitude chrétienne, trad. par Thomas Patfoort, Paris, Cerf, 1954
- Lettres du lac de Côme : sur l’humanité et la technique (préf. Édouard Schaelchli), R&N, 2021 (1re éd. 1955), 150 p.
- La mort de Socrate : Interprétation des dialogues philosophiques Euthyphron, Apologie, Criton, Phédon (trad. Paul Ricœur, préf. Jean Greisch), Éditions Ipagine, 2015 (1re éd. 1956), 240 p. (ISBN 979-1091749619)
- Les âges de la vie, trad. par Geneviève Bousquet, Paris, Cerf, 1956
- Le Dieu vivant (trad. Jeanne Ancelet-Hustache, préf. Abbé Grégory Woimbee), Artège, coll. « Les classiques de la spiritualité », 2022 (1re éd. 1956) (ISBN 979-1033612209)
- Liberté, grâce et destinée, trad. par , Paris, Seuil, 1957
- La messe, trad. par Pie Duployé, Paris, Cerf, 1957
- Le monde et la personne, trad. de Welt und Person par Robert Givord, Paris, Seuil, 1959
- Royaume de Dieu et liberté de l'homme, trad. par Marlyse Guthmann, Paris, Desclée de Brouwer, 1960
- Dante, visionnaire de l'éternité, trad. par Jeanne Ancelet-Hustache, Paris, Seuil, 255 p., 1962
- La prière du Seigneur, trad. par Jeanne Ancelet-Hustache éditions Bloud & Gay 1965
- Vie de la foi, Desclée De Brouwer, 1968
- La polarité : Essai d'une philosophie du vivant concret (trad. Jean Greisch et Françoise Todorovitch), Cerf, coll. « La nuit surveillée », 2010 (ISBN 978-2204094061)
- Initiation à la prière, Artège, coll. « Les Classiques de la Spiritualité », 2020, 288 p. (ISBN 978-2-3604-0225-0)